# The Yakuza
The Yakuza (Brasil: Operação Yakuza ) é um filme de 1974, do gênero policial, dirigido por Sydney Pollack e escrito por Leonard Schrader, Paul Schrader e Robert Towne.

## Sinopse
O filme retrata o conflito entre os tradicionais valores japoneses durante a transição do país da ocupação norte-americana ao sucesso econômico do começo dos anos 1970.